# Herod, król Judei
Herod, król Judei – książka autorstwa Aleksandra Krawczuka, wydana po raz pierwszy w 1965 roku. Opowiada o losach Heroda Wielkiego, króla Judei, a szerzej Cesarstwa rzymskiego i Palestyny, w czasach kiedy żył i panował. Jest pierwszą książką z "palestyńskiego cyklu" Krawczuka, na który składają się też Tytus i Berenika oraz Rzym i Jerozolima.